# サリフ・サネ
サリフ・サネ（フランス語: Salif Sané、1990年8月25日 - ）は、フランス生まれのセネガルのサッカー選手。元セネガル代表。ポジションはDF,MF。兄はリュドヴィク・サネで、彼もまたセネガル代表のサッカー選手である。

## 経歴

### クラブ
セネガル人の両親の間にフランスのロルモンで生まれた。サッカー選手としてはFCジロンダン・ボルドーでそのキャリアを始め、ASナンシーとASナンシーIIにレンタル移籍した。
2012年6月には、ベルギーのRSCアンデルレヒトからのオファーがあったものの、これを蹴った。
2013年5月には、7月1日からの四年契約でハノーファー96に移籍する事が発表された。ここでは、清武弘嗣や酒井宏樹、山口蛍らとチームメイトになった。
2018年5月、夏にシャルケ04に加入することが発表された。2022年6月30日までの4年契約を締結した。

### 代表
2012年9月、セネガル代表で出場する意思がある事を公表、2013年5月に初招集を受けた。6月7日の2014 FIFAワールドカップ・アフリカ予選・アンゴラ代表戦で初出場した。2014年12月にはアフリカネイションズカップ2015の同国代表メンバーに名を連ねた。

## 代表歴

### 出場大会
- セネガル代表
  - 2018 FIFAワールドカップ

### 試合数
- 国際Aマッチ 38試合 0得点（2013年-2020年）[10]

| セネガル代表 | 国際Aマッチ | 国際Aマッチ |
| 年           | 出場        | 得点        |
| ------------ | ----------- | ----------- |
| 2013         | 5           | 0           |
| 2014         | 4           | 0           |
| 2015         | 2           | 0           |
| 2016         | 0           | 0           |
| 2017         | 7           | 0           |
| 2018         | 9           | 0           |
| 2019         | 8           | 0           |
| 2020         | 3           | 0           |
| 通算         | 38          | 0           |